# Mount Woollard
Mount Woollaard ist ein isoliert stehender, 2675 m hoher Berg im westantarktischen Ellsworthland. Er liegt 240 km westlich der Heritage Range, dem südlichen Teil des Ellsworthgebirges. Der nächstgelegene Gipfel ist der 13 km nördlich liegende Mount Moore.
Entdeckt wurde er von der sogenannten Marie Byrd Land Traverse Party, einer Mannschaft vorwiegend zur Erkundung des Marie-Byrd-Lands zwischen 1957 und 1958 unter der Leitung Charles Bentleys. Diese benannte den Berg nach George Prior Woollard (1908–1979), Mitglied des technischen Ausschusses für Seismologie und Gravitationsforschung des nationalen Komitees der Vereinigten Staaten zum Internationalen Geophysikalischen Jahr und Ausbilder für zahlreiche in der Antarktis forschende Geophysiker.